# Toothbrush (DNCE-dal)
A Toothbrush című dal az amerika DNCE csapat második kimásolt kislemeze a Swaay című EP-ről, mely 2015-ben jelent meg, és szerepel a csapat debütáló DNCE stúdióalbumán is. A dalt Joe Jonas és Ilya Salmanzadeh, James Alan Ghaleb és Richard Göransson írta. A Producere Ilya Salmanzadeh volt. A dal rádió premierje egybeesett a dal megjelenésével.

## Videóklip
A dalt Luke Monaghan rendezte. A klip premierje 2016 május 17-én volt. A videoban Ashley Graham mint Jonas közreműködött, melyben a test-kép pozitív bemutatása miatt dicséretet kapott.

## Megjelenések
CD Single  Svédország Island Records - none (promo)
1. Toothbrush  - 3:45

## Slágerlista
| Slágerlista (2016)                    | Legjobb helyezés |
| ------------------------------------- | ---------------- |
| Ausztrália (ARIA)                     | 33               |
| Belgium (Ultratip Flanders)           | 40               |
| Belgium (Ultratip Wallonia)           | 43               |
| Kanada (Canadian Hot 100)             | 36               |
| Kanada CHR/Top 40 (Billboard)         | 27               |
| Kanada Hot AC (Billboard)             | 32               |
| Csehország (Singles Digitál Top 100)  | 74               |
| Magyarország (Rádiós Top 40)          | 16               |
| Magyarország (Single Top 40)          | 35               |
| Írország (IRMA)                       | 65               |
| Skócia (Scottish Singles Top 40)      | 47               |
| Szlovákia (Rádio Top 100)             | 58               |
| Szlovákia (Singles Digitál Top 100)   | 70               |
| Egyesült Királyság (UK Singles Chart) | 49               |
| US Billboard Hot 100                  | 44               |
| US Adult Top 40 (Billboard)           | 32               |
| US Mainstream Top 40 (Billboard)      | 18               |

## Megjelenési történetek
| Régió         | Dátum           | Formátum           | Label    | Ref.   |
| ------------- | --------------- | ------------------ | -------- | ------ |
| United States | 2015 október 23 | Digitális letöltés | Republic | [ 22 ] |
| United States | 2016 május 17   | Rádiós premier     | Republic | [ 23 ] |